# Rowe (Massachusetts)
Rowe es un pueblo ubicado en el condado de Franklin en el estado estadounidense de Massachusetts. En el Censo de 2010 tenía una población de 393 habitantes y una densidad poblacional de 6,31 personas por km².

## Geografía
Rowe se encuentra ubicado en las coordenadas 42°41′44″N 72°54′33″O / 42.69556, -72.90917. Según la Oficina del Censo de los Estados Unidos, Rowe tiene una superficie total de 62.24 km², de la cual 60.74 km² corresponden a tierra firme y (2.41%) 1.5 km² es agua.

## Demografía
Según el censo de 2010, había 393 personas residiendo en Rowe. La densidad de población era de 6,31 hab./km². De los 393 habitantes, Rowe estaba compuesto por el 97.2% blancos, el 1.02% eran afroamericanos, el 0.51% eran amerindios, el 0% eran asiáticos, el 0% eran isleños del Pacífico, el 0% eran de otras razas y el 1.27% pertenecían a dos o más razas. Del total de la población el 1.02% eran hispanos o latinos de cualquier raza.